# Osøyro
Osøyro – miejscowość w Norwegii, w okręgu Vestland, siedziba gminy Bjørnafjorden, nad Oselvą.

## Populacja
Źródło:

## Atrakcje turystyczne
- centrum kultury Oseana,
- zabytkowy kościół (Os kirke).